# Jasrota

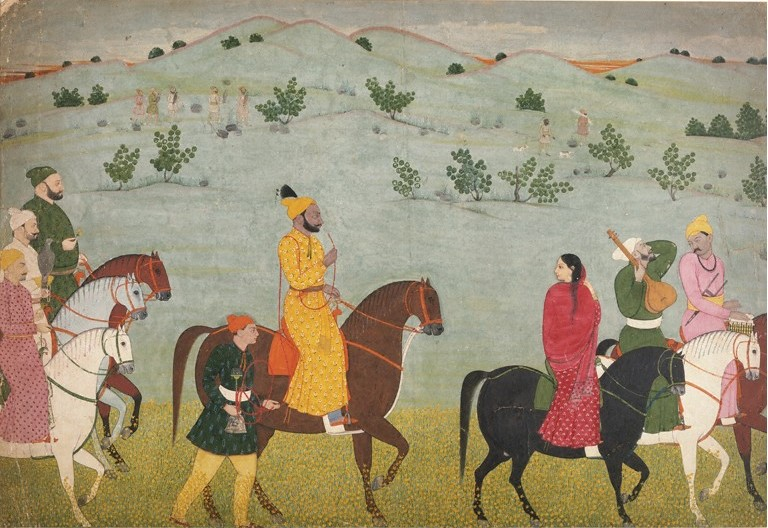
Mian Mukund Dev de Jasrota (1720-1770).

Jasrota fou un antic principat de l'Índia, a Caixmir, amb capital a la vila de Jasrota situada a 32° 29′ N, 75° 27′ E / 32.483°N,75.450°E. Fou capital dels rajputs jasrotes (clan jasròtia) fundat per Jas Deo un descendent de la casa reial de Jammu i Caixmir. El fort fou construït com a protecció contra els sikhs a la riba del riu Ujjh, a uns 60 km de Jammu. El darrer raja fou desposseït per Ranjit Singh de Lahore (vers 1815); el seu palau era de certa bellesa, i comptava amb quatre torres; modernament el poble forma part del Jasrota Wild Life Sanctuary; els jasròtia rajputs s'hi reuneixen un dia a l'any per recordar la seva història i organitzar una ofrena al temple que s'ha construït a l'antic palau.